# スペンサー・コンフィデンシャル
『スペンサー・コンフィデンシャル』（原題：Spenser Confidential）は、2020年に公開されたアメリカ合衆国のアクション・コメディ映画である。
作家ロバート・B・パーカーが生んだ人気ハードボイルドシリーズ「スペンサー・シリーズ」を、パーカーの死後にシリーズを引き継いだエース・アトキンスの小説Robert B. Parker's Wonderlandに基づき、ピーター・バーグが監督し、マーク・ウォールバーグが主演しプロデューサーも兼ねた。Netflixオリジナル映画として配信された。

## あらすじ
ボストンの警官であるスペンサーは相棒のドリスコルと共にボイラン警部補の家に来る。知り合いの女性グロリア・ウィスニウスキー殺人事件の捜査について問いただすうちに、ボイランの妻に暴行の痕を認めてボイランを殴り倒してしまう。スペンサーは逮捕され、刑に服する。
刑務所でスペンサーはトラック運転手になる勉強をする。5年の刑が明けて釈放される直前、他の囚人に襲われてボストンを出ていくよう脅される。釈放されたスペンサーは友人のヘンリーに会うが、会いに来た元ガールフレンドのシシーは避ける。スペンサーはヘンリーの家に落ち着き、ルームメイトとなるホークに会う。
その夜、ボイランはバスの駐車場に呼び出され、その車はSUVに衝突される。ボイランは車から引きずり出されて大勢の男に処刑される。翌朝、グラハム刑事が衝突痕の残るSUVの中で銃で自殺しているのが見つかる。
ドリスコルと相棒がヘンリーの家に来て、スペンサーのアリバイを確認する。スペンサーはトラック運転学校に行き、そのあとはヘンリーのジムでホークのトレーニングを助ける。ニュースではグラハム刑事がボイラン殺害犯とされるが、グラハムを知るスペンサーには信じられない。
スペンサーはグラハムの妻と会い、警察官のたむろするバーに行き、グラハムの相棒に会う。マックリンと3人の警官によって放り出されるが、近くのコンビニの監視カメラの映像からグラハムが黄色いコルベットに乗ったことを知る。翌日、スペンサーはボイランの殺害現場に行き、ドリスコルが常用する楊枝をみつける。ドリスコルに会うが、現場には行っていないと聞かされる。ホークと一緒にいたスペンサーは黄色いコルベットを見かけ、ホークの記憶したナンバープレートから、かつてカジノ建設に反対するウィスニウスキーを脅していたストリート・ギャングのチャールズが持ち主と知る。スペンサーはチャールズを見張ってマックリンとの接触を目撃し、FBI捜査官も見張っていることに気づく。スペンサーは刑務所で自分を襲撃した男に面会し、元ドッグレース場でカジノ建設が進むワンダーランドへの手掛かりを得る。
ドリスコルとマックリンの手配した殺し屋がスペンサーを襲うが、ホークが救う。グラハム刑事の家が荒らされ、グラハムの妻は届いたばかりの盗聴器をスペンサーに渡す。盗聴器の録音ではボイランがグラハムに対し自分の汚職を認め、チャールズ、マックリン、ドリスコルが麻薬ビジネスにかかわっていたことを話している。だがFBIは証拠として不十分だと言う。
スペンサーはチャールズを痛めつけてニューハンプシャーからワンダーランドへの麻薬輸送のことを聞き出す。スペンサーとホークはバンを襲い大量の麻薬を見つけ、シシーの家にバンを隠す。だがドリスコルはヘンリーを誘拐し、麻薬を渡すよう脅す。
シシーはワンダーランドに行き、ドリスコルやギャングたちに捕らえられたヘンリーに会う。スペンサーとホークはトラックで突っ込み、乱闘の上ギャングたちを倒し、ドリスコル、マックリンらを束縛して麻薬の証拠と共に残した上で、警察とFBIを呼ぶ。
グラハムの名誉は回復され、スペンサーとホークは英雄となり、汚職警官たちは起訴され、カジノ建設は中止される。スペンサーは、高校の同級生の消防隊長が教会の火事の件で逮捕されたニュースを見る。

## キャスト
※括弧内は日本語吹替
- スペンサー：マーク・ウォールバーグ（花輪英司）
- ホーク：ウィンストン・デューク（木内太郎）
- ヘンリー：アラン・アーキン（伊藤和晃）
- シシー・デイヴィス：イライザ・シュレシンガー（行成とあ）
- スクイーブ：オースティン・リチャード・ポスト[5]
- ウェイン・コスグローヴ：マーク・マロン（唐沢龍之介）
- ドリスコル：ボキーム・ウッドバイン（坂詰貴之）
- エリーゼ：キャシー
- ジョン・ボイラン：マイケル・ガストン（金子由之）
- マーラ：コリーン・キャンプ
- W・リンツ：ビッグ・シュグ
- ビッグ・ボーイ：ドナルド・セラーニ

## 製作・マーケティング
2018年6月26日、ピーター・バーグ監督がエース・アトキンスの小説『Robert B. Parker's Wonderland』の映画化に着手しており、マーク・ウォールバーグが起用されるとの報道があった。9月、本作の主要撮影がマサチューセッツ州ボストンで始まった。10月、ウィンストン・デューク、ポスト・マローン、アラン・アーキン、イライザ・シュレシンガー、マーク・マロンらの起用が発表された。11月、コリーン・キャンプがキャスト入りした。2019年1月30日、スティーブ・ジャブロンスキーが本作で使用される楽曲を手掛けることになったと報じられた。
2020年1月20日、本作のオフィシャル・トレイラーが公開された。3月6日、本作のサウンドトラックが発売された。

## 評価
本作に対する批評家からの評価は平凡なものに留まっている。映画批評集積サイトのRotten Tomatoesには29件のレビューがあり、批評家支持率は41%、平均点は10点満点で4.61点となっている。サイト側による批評家の見解の要約は「『スペンサー・コンフィデンシャル』の主人公2人には、大いに好感が持てる。しかし、作品全体の出来は良いものではなく、ストーリーも新しい要素が放り込まれるばかりで、一向に結末を迎えようとしない。」となっている。また、Metacriticには16件のレビューがあり、加重平均値は48/100となっている。